# Gagrella thienemanni
Gagrella thienemanni is een hooiwagen uit de familie Sclerosomatidae.